# Bad Guys (série télévisée)
Pour les articles homonymes, voir Bad Guy.
Bad Guys est une série télévisée sud-coréenne, diffusée pour la première fois en 2014.
Une adaptation cinématographique, The Bad Guys: Reign of Chaos, sort en 2019.

## Fiche technique
- Titre : Bad Guys
- Pays d'origine : Corée du Sud
- Date de première diffusion : 2014

## Distribution
- Kim Sang-Jung : Oh Gu Tak
- Ma Dong-seok : Park Woong-cheol
- Park Hae-Jin : Lee Jung-moon
- Kang Ye-won : Yu Mi-young
- Jo Dong-hyuk : Jeong Tae-soo
- Kang Shin-il : Nam Goo-hyun
- Park Hyo-jun : Yoon Chul-joo
- Kim Hye-yoon : Oh Ji Yeon
- Kim Tae-hoon : Oh Jae-won